# OpenDemocracy
OpenDemocracy — незалежна медіа-платформа і новинний британський веб-сайт про міжнародну політику та культуру, де публікуються новини та думки авторитетних учених, журналістів і політиків про актуальні світові події та проблеми.
Згідно заяв openDemocracy, через висвітлення та аналіз соціальних і політичних питань вони прагнуть «кинути виклик владі та заохочувати демократичні дебати» по всьому світу. Засновники сайту мають досвід роботи у сфері медіа та політичного активізму. Платформа фінансується за рахунок грантів від таких організацій, як Фонд Чарльза Стюарта Мотта, Фонди «Відкрите суспільство», Фонд Форда та Благодійний фонд Джозефа Роунтрі, а також за рахунок прямих пожертв від читачів.

## Історія
openDemocracy було засновано у 2000 році Ентоні Барнеттом, Девідом Хейсом, Сьюзен Річардс та Полом Хілдером. Перша публікація вийшла у травні 2001 року.
Першим редактором протягом 2001—2005 років був один з засновників веб-сайту, організатор Хартії 88 і політичний активіст Ентоні Барнетт. Протягом 2005—2007 посаду редакторки займала Ізабель Хілтон. У 2010 році її змінила Розмарі Бехлер, яка в свою чергу передала редакторство Адаму Рамзі у 2019 році. У 2012 році головним редактором став Магнус Ном, якого змінила Мері Фіцджеральд.
openDemocracy належить і публікується через неприбутковий фонд. Він фінансується низкою благодійних організацій, серед яких Фонд Мотта, Благодійний фонд Джозефа Роунтрі, Фонд Форда, Фонд Девіда та Елейн Поттер, Фонд Ендрю Вейнрайта та Мережа соціальних змін.

## Тематика і аудиторія
Відвідуваність сайту openDemocracy, який спочатку привертав незначну кількість прихильників, зросла в геометричній прогресії після терактів 11 вересня, коли на ньому була опублікована стаття Тодда Гітліна, який перебував у Нью-Йорку під час нападів. У своїй статті Гітлін написав, що необхідна «цілеспрямована військова відповідь — точна, а не спазм помсти… А дія, яка відрізняє вбивць від цивільних». На сайт openDemocracy почали щодня надходити міжнародні дописувачі і багато американців, які були незадоволені висвітленням цієї теми в їхніх ЗМІ, заходили на сайт як на альтернативне джерело. З переходом на більш широку читацьку аудиторію електронний журнал «став форумом дебатів для політичних активістів, науковців, журналістів, бізнесменів, політиків і міжнародних державних службовців з усього світу», привертаючи увагу благодійних спонсорів.
До 2002 року трьома основними темами дебатів на сайті були вплив глобалізації, використання і зловживання американською владою в усьому світі і характер ісламських настроїв. З ростом журналу розширювалося і висвітлення тем від зміни клімату і регулювання світових ринків до майбутнього мультикультуралізму і впливу міграції. У місії «Відкритої демократії» стверджується: «З правами людини як нашого центрального орієнтиру, ми ставимо складні питання про свободу, справедливість і демократію. Ми надаємо тим, хто бореться за свої права, можливість відстоювати свою позицію і надихати на дії».
Що стосується читацької аудиторії, то у 2021 році веб-сайт мав майже 9 мільйонів унікальних відвідувачів, причому 40 % усіх читачів були з Великої Британії.
Бібліотека Конгресу США заявила, що «openDemocracy є провідним незалежним веб-сайтом про глобальні поточні події, який пропонує стимулюючий, критичний аналіз, сприяє діалогу та дебатам з питань глобального значення та об'єднує громадян з усього світу».